# 維珍可樂
維珍可樂（英語：Virgin Cola），是由維珍集團和維珍飲料於1994年推出的一種碳酸可樂飲料。維珍可樂在市場上的主要競爭對手為可口可樂、百事可樂。

## 歷史
維珍可樂在1990年代初期與科特飲料合作。科特飲料在此之前一直在尋找具有吸引力的國際品牌。
1994年，維珍可樂於與英國超市零售商樂購達成了分銷協議。
1996年，維珍可樂在英國，法國，比利時和南非等地相繼推出。
1998年，理查德·布蘭森親自出席了維珍可樂在美國上市的宣傳活動，最為注目的是布蘭森開著一輛T-54/55坦克進入紐約市的紐約時代廣場。維珍可樂隨後與美國零售商，包括塔吉特百貨公司達成了分銷協議。
2001年4月，維珍飲料退出美國，維珍可樂當時在美國市場只剩下0.5％的份額，比起其在1998年的份額（14.5%）減少逾9成。
2002年，維珍雲呢拿可樂在英國推出，比起競爭對手可口可樂更早推出類似的產品。
2004年，維珍飲料宣佈停止供應維珍雲呢拿可樂，以集中推廣青少年市場。

## 銷售
維珍可樂曾於英國，法國，比利時和南非等地出售。維珍集團旗下的維珍航空在其大西洋航班上也會供應維珍可樂。
1998年，維珍可樂在美國擁有14.5%的軟性飲料市場佔有率，僅低於百事可樂的30.9%和可口可樂的43.9%，成為當時全美第三大可樂飲料供應商。維珍可樂曾表示其銷售策略是基於不同年齡的人的意見和看法。

## 外部連結
- Virgin Drinks Official Site （页面存档备份，存于）